# ラウル・ラブラドール
ラウル・ラファエル・ラブラドール(Raúl Rafael Labrador, 1967年12月8日 - )は、アメリカ合衆国の政治家、弁護士。所属政党は共和党。
プエルトリコ生まれのヒスパニックである。1990年代にアイダホ州に移住。アイダホ州下院議員を務めた後、2011年から連邦下院議員を4期務めた。
ティーパーティー運動に近く、共和党内保守強硬派として知られる。下院議員時代にはフリーダム・コーカスの創設に関わり、主要メンバーの一人とみなされていた。

## 経歴
1967年12月8日、プエルトリコ北東部のカロリーナ市で生まれ、13歳の頃に母と二人でネバダ州ラスベガスに移住。末日聖徒イエス・キリスト教会に改宗し、同宗門の先輩が運営する大学奨学金を得た。その後、モルモン系のブリガムヤング大学に進学し、在学中にレベッカ・ジョンソンと結婚。大学卒業後は妻の故郷アイダホ州に移って造園業を営んだ。事業で得た資金を学費に変え、ワシントン大学の法科大学院に進学。1995年に法務博士を取得して卒業した。アイダホ州ボイシの裁判所で事務員として務めた後、弁護士として開業し、刑事裁判や移民関連の法務にあたった。2006年から2期4年にわたってアイダホ州下院議員を務め、2010年に連邦下院議員に選出された。2014年の選挙で州知事選への出馬するとの見方もあったが、2013年8月に明確に知事選への出馬を否定した。
2014年、現職下院共和党院内総務のエリック・カンターが予備選挙で敗れたため、院内総務の辞職を表明し、下院共和党議員の互選による院内総務選挙が行われることになった。ラブラドールは院内総務に立候補し、独立系保守勢力「ティーパーティー運動」から推薦を受けたものの、ケビン・マッカーシー院内幹事に敗れた。
2017年5月、翌年の州知事選挙への出馬を表明。テッド・クルーズ上院議員から推薦を受けたものの、予備選で現職副知事のブラッド・リトルに敗れた。2019年1月、任期満了により下院議員を辞職。6月にはアイダホ州共和党委員長に就任したが、2020年6月に辞職した。
2021年11月、翌年のアイダホ州司法長官選挙への出馬を表明。2022年5月17日の予備選挙では、20年にわたり在任してきた現職のローレンス・ワズデンを破り、共和党の候補者指名を勝ち取った。11月8日の本選挙でも民主党候補のトム・アークーシュを破り、当選した。

## 政策・主張
- ティーパーティー運動に近い下院議員とみなされており[6][7][17]、共和党保守強硬派の議員団体「フリーダム・コーカス」の創設に関わった[4]。フリーダム・コーカスはジョン・ベイナー下院議長を引退に追い込み、保守色の強いポール・ライアン議長を誕生させた[18]。
- オバマケアの廃案を主張する一方、ドナルド・トランプ大統領が進めた代替案アメリカン・ヘルス・ケア・アクト（英語版）(AHCA)にも反対を表明していた。2017年3月、AHCAの議会採決直前にフリーダム・コーカスのメンバーとともに抗議を行なった結果、土壇場で採決が撤回された。3月30日、フリーダム・コーカスの主要メンバーとしてマーク・メドウズ(議長)、ジム・ジョーダン（英語版）(副議長)とともにトランプからTwitterで名指しの批判を受けた[19]。